# Lumpzig
Lumpzig es una localidad situada en el municipio de Schmölln del distrito de Altenburger Land, en el estado federado de Turingia (Alemania), a una altitud de 250 metros. Su población es de algo menos de doscientos habitantes.
Hasta el 1 de enero de 2019, cuando se incorporó al actual municipio de Schmölln, Lumpzig era sede de un municipio que en sus últimos años contaba con una población de unos quinientos habitantes y abarcaba en su término municipal a las localidades de Braunshain, Großbraunshain, Hartha, Kleintauscha y Prehna. Todas estas localidades son actualmente pedanías de Schmölln y en su origen eran municipios que fueron anexionados por Lumpzig entre 1950 y 1957.